# Peix migratori

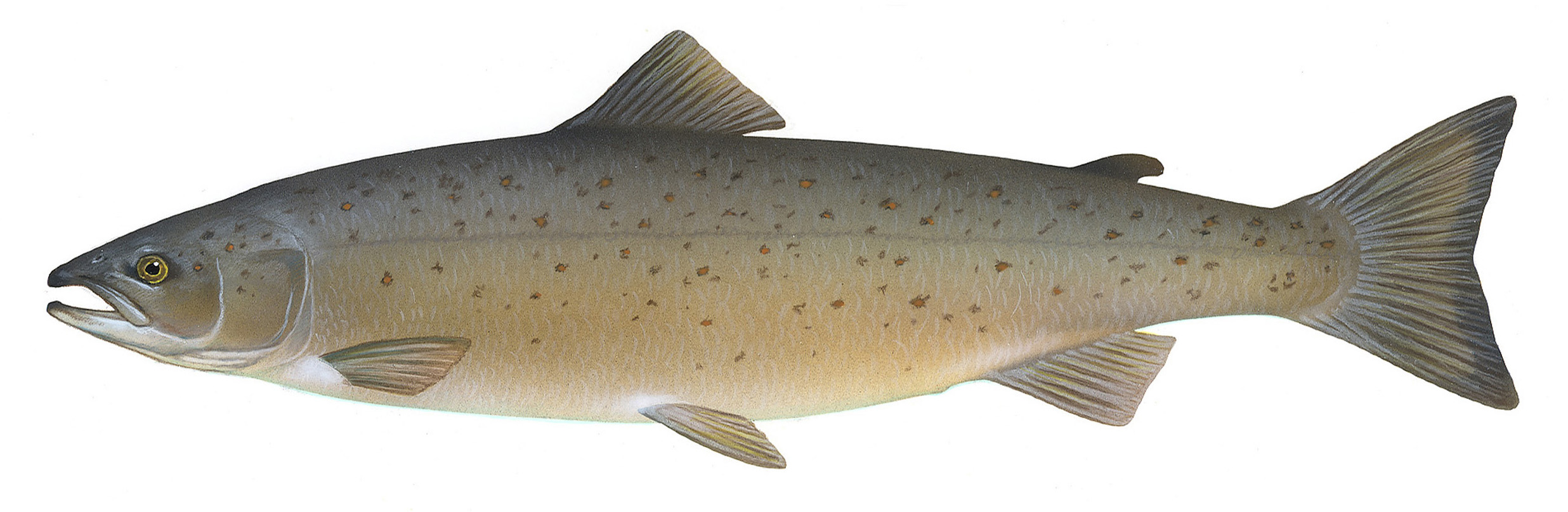
El salmó és un peix migratori

Un peix migratori o peix diàdrom (del grec antic διά diá «a través» i δρομάς, dromas córrer) és aquell peix que migra cap a un altre tipus de massa d'aigua. Segons l'espècie, les raons de la migració poden ser la cria, l'alimentació o la hibernació. Els que no migren es diuen peixos estacionaris.
Els peixos migratoris es solen categoritzar en cinc grups:
- anàdroms que migren d'alta mar riu amunt, com el salmó que cria al curs superior d'un riu
- catàdroms que migren del riu mar avall per a fresar (p. ex. l'anguila)
- potamòdroms que migren a l'interior d'una mateixa conca hidrogràfica, només a l'aigua dolça
- oceanòdroms que migren al mar, per exemple per a seguir els «núvols» de plàncton
- amfídroms que migren diverses vegades entre el mar i els rius en ambdues direccions, sense ànim de fresar per raons d'alimentació o per hibernar.[1][2]

## Uns peixos destacats
Als ous i els joves de la truita de riu li cal aigua dolça, un llit amb grava i còdols i l'alimentació especifica. Com que el mar és molt més ric, des que viuen al mar poden obtenir el doble de la talla dels seus germans del riu. El salmó, la truita i l'esturió tornen exactament al mateix lloc on van néixer. Segueixen l'olfacte i tenen la memòria de l'olor del riu dels seus orígens. La majoria només fan una vegada a la seva vida aquest viatge cansat: perden fins a 40% del seu pes i per conseqüència només crien una vegada. Les anguiles europees seguixen el recorregut invers i tornen al Mar dels Sargassos. Les anguiles americans fresen al mar de Sargassos i al nord de l'oceà Pacífic, les d'Àsia a la conca Indo-Pacífica aprofitant dels corrents de mar.

## Quasi extinció i retorn dels peixos migratoris

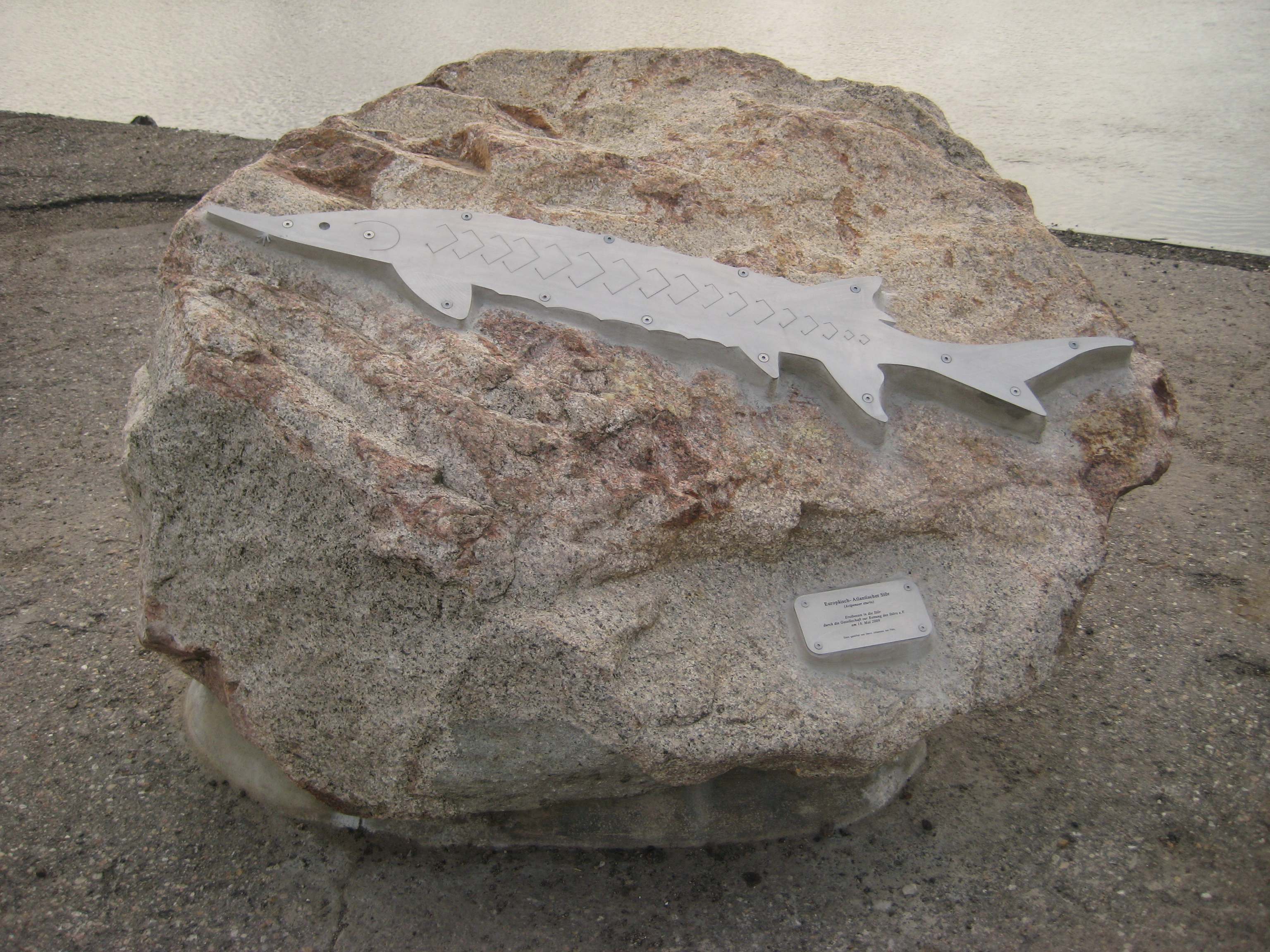
Monument dedicat al retorn de l'esturió a Itzehoe (Alemanya)

En diverses zones del món el segle XX va ser catastròfic per als peixos migratoris. D'un costat la pesca industrial i la pol·lució van fer estralls, d'un altre costat la rectificació i la canalització de molts rius amb preses i rescloses i altres obres van entrebancar la migració en crear obstacles infranquejables, en augmentar el cabal, en reduir l'índex d'oxigen a l'aigua o en destruir la xarxa tròfica. El salmó, per exemple, que era comú a totes les conques atlàntiques d'Europa, només va poder sobreviure en uns pocs rius que van quedar a l'estat natural, principalment a Escòcia i Escandinàvia. A Bèlgica, el darrer salmó va ser capturat el 1935, a Alemanya als anys 1950. L'esturió comú quasi va ser extingit, excepte unes poblacions residuals a França.
Vers la fi del segle, la consciència va créixer que calia un canvi d'esperit per tal de tornar la vida als rius. No, només per protegir la biodiversitat però també per restaurar el poder auto-netejador de l'aigua i reduir el risc d'aigües altes. Començava a considerar els rius com un ecosistema que tenien més funcions que la mera evacuació de l'aigua o el transport fluvial. Al plec de condicions d'obres d'enginyeria civil, una part ecològica, com per exemple la construcció obligatòria de passos de peix o la renaturalització, quan era possible, de biòtops de transició entre riu i terra ferma amb riberes suaus i verds, tret de cotilles de formigó així que la reobertura de meandres i trams coberts. La Directiva marc de l'aigua de la Unió Europea del 2000 va accelerar el moviment de restauració dels biòtops aquàtics. A poc a poc, es van realitzar uns èxits prudents. Un primer salmó va trobar-se al Rin el 1997 i al Mosa mitjà el 2002 al pas de peix de la resclosa de Lixhe prop de Visé. A l'Stör, a la conca de l'Elba va començar-se un programa de reintroducció de l'esturió.